# Peter-Michael Tschoepe
Peter-Michael Tschoepe (* 4. August 1943 in Brieg, Landkreis Brieg, Provinz Niederschlesien; † 8. September 2020 in Hof, Oberfranken) war Maler und Kulturreferent sowie später Kulturamtsleiter der Stadt Hof.

## Leben
Tschoepe war der älteste von drei Söhnen eines Kaufmanns und ausgebildeten Musikers Im Frühjahr 1945 wurde die Familie aus Brieg vertrieben, sie fanden provisorische Unterkunft im von der Roten Armee errichteten Lager Flessow. Nach der Gründung der DDR 1949 zog die Familie nach Westdeutschland und ließ sich in Hof nieder, wo bereits ein Onkel wohnte. Tschoepe besuchte hier Grundschule und das Schiller-Gymnasium. Anschließend begann er in Hof mit dem Studium der Verwaltungswissenschaften. Laut eigener Aussage war die Musikalität seines Vaters Nährboden für sein ästhetisches Empfinden und künstlerisches Harmoniebestreben, Klangbilder und Regeln der Musik seien Grundlage seiner Arbeiten. So unterbrach er 1966 sein Studium, weil er die Zulassung an der Staatlichen Kunsthochschule Berlin erhielt und lernte für zwei Semester bei Ulrich Knispel. Bereits 1967 kehrte er wieder nach Hof zurück.
Als diplomierter Verwaltungswirt bewarb er sich bei der Stadtverwaltung um den Posten des Pressesprechers und gelangte 1994 als Nachfolger von Friedbert Braun auf die Position des Kulturreferenten und später des Kulturhauptamtsleiters. Damit wurde er zum Bindeglied zwischen Kunst und Stadtverwaltung. Die Hypo-Galerie in Hof eröffnete 1972 mit einer Ausstellung seiner Werke. Eines seiner Anliegen, war es, Kunst für jedermann interessant und zugänglich zu machen, so auch durch Ausstellungen im öffentlichen Raum, darunter Arztpraxen bis hin zu Verhandlungen mit Supermärkten. Die örtliche Zeitung berichtete 1972 von der Initiative „Galerie im Wartezimmer“. Bei der Landesgartenschau Hof im Jahr 1994 gestalteten Künstler wie Laien insgesamt 27 Torbögen, worin Tschoepe ein Beispiel sah, „Kunst demokratisieren zu wollen“. Als das neue Theater der Stadt Hof seinen Spielbetrieb aufnahm, zierte die „Tänzerin“ von Otmar Alt den Vorplatz, der Kontakt zu Alt hatte sich in der Zeit in Berlin angebahnt. Zu Tschoepes Verdiensten gehörte 1998 die Schaffung der „Jugendkunstbiennale des Sächsischen-Bayerischen Städtenetzes“.
Anfang der 1970er Jahr schrieb Tschoepe mehrere Artikel für die Kulturwarte, darunter einen Beitrag über Emil Ressel. Er schrieb die Texte für zwei Bildbände – 1989 und 2015 –, die der Fotograf Reinhard Feldrapp illustrierte, und ließ zuletzt Jean Paul, Markgräfin Wilhelmine oder Gerhard Zwerenz mit ihrem Blick auf die Stadt Hof zu Wort kommen. Im Jahr 2003 publiziert und illustrierte Otmar Alt die Geschichte des Nussknackers, die wiederum von Tschoepe erzählt wurde.

## Künstlerisches Wirken
Die Werke vor den 1990er Jahren wurden von Tschoepe in einer persönlichen und künstlerischen Schaffenskrise bis auf wenige Ausnahmen vernichtet. Seine Werke hat er bei Bernd Küster selbst kategorisiert: Als „Farbräume“ bezeichnet er abstrahierte Werke der Landschaftsmalerei, die ohne Vegetation nur quasi geologische Segmente aus Farben zeigen. „Schriftbilder“ sind Wortfragmente und einzelne Buchstaben, deren farbliche und räumliche Anordnung Spielräume zulassen. Mit dem Dichter Jean Paul, der auch in Hof Spuren hinterlassen hat, setzte er sich in Form von Zeitungsübermalungen mit Zitaten auseinander. Zeitungen, manchmal auch Kalenderblätter, Pizzakartons bis hin zu Postsäcken, bildeten den Malgrund und gaben damit das Format vor. Auf der Zeitung gedruckte Bilder und Texte blieben im Hintergrund sichtbar und beeinflussten so das eigentliche Motiv. Diese Technik setzte Tschoepe auch nach 2000 mit Malereien fort. In einer letzten Schaffensphase betonte Tschoepe farbenfrohe, abstrakte Malereien bis hin zu Collagen aus Fotografien. Er selbst siedelt diese bei Pop Art genauso wie bei Konkreter Kunst an. Er beteiligte sich an Ausstellungen der Freien Gruppe Bayreuth. Im Museum Bayerisches Vogtland sind Werke von ihm ausgestellt. Ausstellungen zu Lebzeiten sind verhältnismäßig selten, in seinem Nachlass befanden sich über 1000 Bilder.
Ausstellungen:
- Galerie des Bootshauses in Hof als Mitglieder der Gruppe Team 64 1966[8]
- Ausstellung zur Eröffnung der Hypo-Galerie in Hof 1972
- Karlsbad 1996
- Lokale Ausstellungen im Bürgerzentrum Münchberg und in Selb 1997
- „AusZEIT“ - Casino-Galerie Bayreuth der British American Tobacco 1999
- Villeneuve-la-Garenne - die Partnerstadt von Hof 2009
- „Mode.Kunst“ - Schlaraffia Hof zusammen mit der Modesignerin Petra Mogendorf 2011
- Hamm - Otmar-Alt-Stiftung
- „Mixed Pickles“ - Kunstverein Hof auf dem Theresienstein 2014
- „Am Anfang war die Zeitung“ - Reinhart-Cabinett 2019
- „Nicht greifbar“ - Foyer der Freiheitshalle Hof 2023

## Bibliografie
- Peter-Michael Tschoepe - Malerei und Collage, Ausstellungskatalog.
- Gondrom (Hg.): Hof. 1989. Bildband mit 144 Seiten von Tschoepe zusammen mit dem Fotografen Reinhard Feldrapp.
- Peter-Michael Tschoepe, Enrico Santifaller, Peter Nürmberger, Reinhard Feldrapp und Axel Herrmann: Freiheitshalle Hof. 2013, ISBN 978-3-7917-2447-8.